# 文峰 (維內迪傑山脈)
47°02′36″N 12°24′08″E / 47.043372°N 12.402352°E

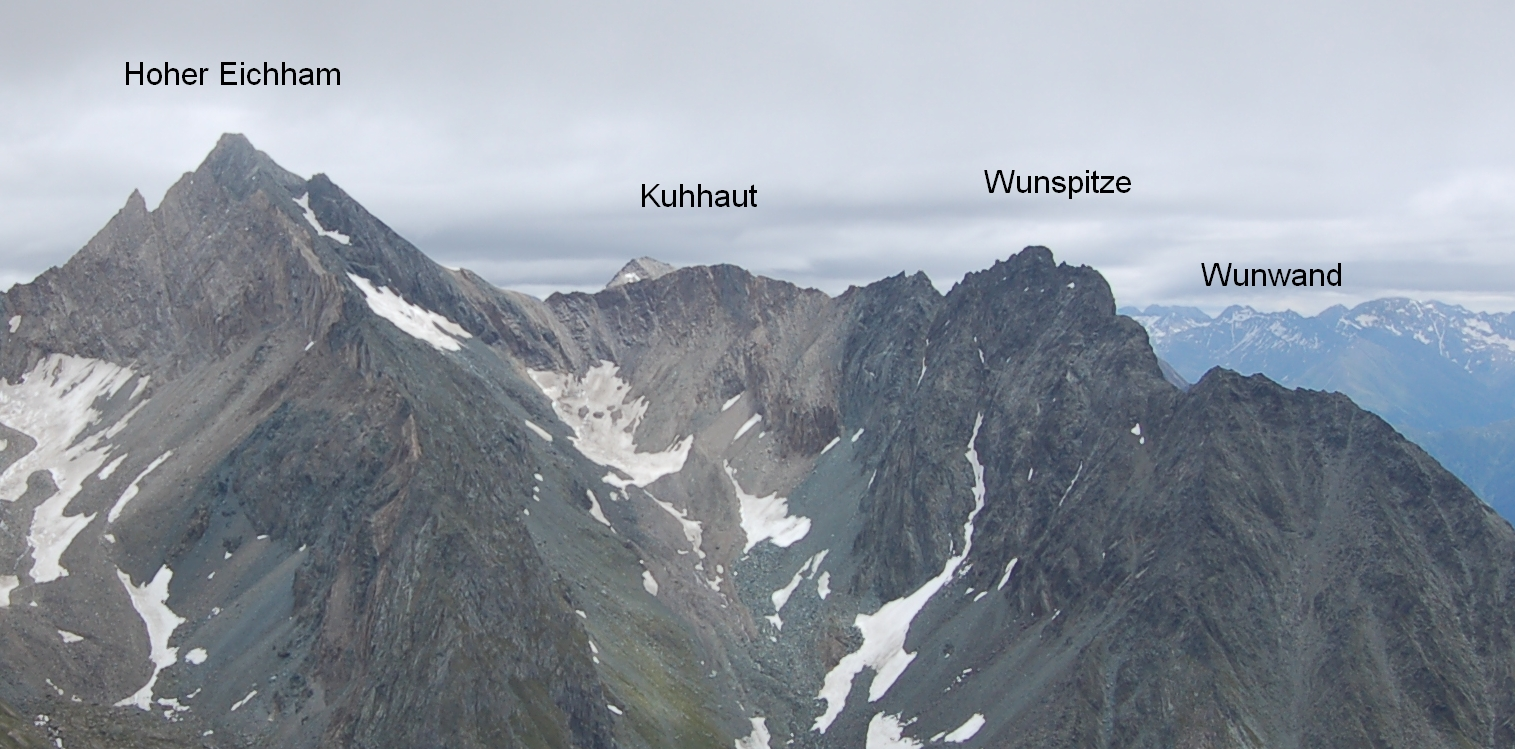

文峰（德語：Wunspitze），是奧地利的山峰，位於該國西部，由蒂羅爾州負責管轄，屬於維內迪傑山脈的一部分，海拔高度3,217米，每年平均降雨量1,874毫米。